# Leptobrachium xanthospilum
Leptobrachium xanthospilum är en groddjursart som beskrevs av Lathrop, Murphy, Orlov och Ho 1998. Leptobrachium xanthospilum ingår i släktet Leptobrachium och familjen Megophryidae. IUCN kategoriserar arten globalt som otillräckligt studerad. Inga underarter finns listade i Catalogue of Life.